# Zwitserland op het Eurovisiesongfestival 1988
Zwitserland nam deel aan het  Eurovisiesongfestival 1988, gehouden in Dublin, Ierland. Het was de 33ste deelname van het land.

## Selectieprocedure
Men koos ervoor om een nationale finale te houden. Deze vond plaats in Théâtre de Beausobre in Morges, en werd gepresenteerd door Serge Moisson .
Aan deze finale deden 9 acts mee en de winnaar werd bepaald door 3 regionale jury's, een expertjury en persjury.
| Volgorde | Artiest         | Lied                                          | Punten | Plaats |
| -------- | --------------- | --------------------------------------------- | ------ | ------ |
| 1        | Hertz           | "Muet"                                        | 14     | 7th    |
| 2        | Isabelle Alba   | "Clown dans la sciure"                        | 13     | 8th    |
| 3        | Renato Mascetti | "L'isola"                                     | 35     | 3rd    |
| 4        | Bernadette      | "Balalaika in der Sommernacht"                | 24     | 5th    |
| 5        | Furbaz          | "Sentiments"                                  | 37     | 2nd    |
| 6        | Cocktail Band   | "Tu sei"                                      | 30     | 4th    |
| 7        | Gemo            | "Prisonnier de l'amour"                       | 23     | 6th    |
| 8        | Manuela Felice  | "Gibt es auf der Welt denn keine Liebe mehr?" | 10     | 9th    |
| 9        | Céline Dion     | "Ne partez pas sans moi"                      | 44     | 1st    |

## In Dublin
Zwitserland moest als 9de aantreden op het festival, net na Joegoslavië en voor Ierland. Op het einde van de puntentelling bleek dat ze 137 punten hadden verzameld, wat goed was voor de 2de overwinning van het land.
Men ontving 3 maal het maximum van de punten.
Nederland had 10 punten over en België 4 voor de Zwitserse inzending.

### Gekregen punten

#### Finale
| 12 punten                       | 10 punten                                                           | 8 punten             | 7 punten           | 6 punten                |
| ------------------------------- | ------------------------------------------------------------------- | -------------------- | ------------------ | ----------------------- |
| - Duitsland - Portugal - Zweden | - Griekenland - Ierland - Nederland - Turkije - Verenigd Koninkrijk | - Noorwegen - Spanje | - IJsland - Italië | - Joegoslavië           |
| 5 punten                        | 4 punten                                                            | 3 punten             | 2 punten           | 1 punt                  |
| - Finland                       | - België - Israël                                                   |                      |                    | - Frankrijk - Luxemburg |

### Punten gegeven door Zwitserland

#### Finale
Punten gegeven in de finale:
| 12 punten | Luxemburg           |
| 10 punten | Israël              |
| 8 punten  | Italië              |
| 7 punten  | Nederland           |
| 6 punten  | Spanje              |
| 5 punten  | Verenigd Koninkrijk |
| 4 punten  | Ierland             |
| 3 punten  | Frankrijk           |
| 2 punten  | Joegoslavië         |
| 1 punt    | Denemarken          |

1956 · 1957 · 1958 · 1959 · 1960 · 1961 · 1962 · 1963 · 1964 · 1965 · 1966 · 1967 · 1968 · 1969 · 1970 · 1971 · 1972 · 1973 · 1974 · 1975 · 1976 · 1977 · 1978 · 1979 · 1980 · 1981 · 1982 · 1983 · 1984 · 1985 · 1986 · 1987 · 1988 · 1989 · 1990 · 1991 · 1992 · 1993 · 1994 · 1995 · 1996 · 1997 · 1998 · 1999 · 2000 · 2001 · 2002 · 2003 · 2004 · 2005 · 2006 · 2007 · 2008 · 2009 · 2010 · 2011 · 2012 · 2013 · 2014 · 2015 · 2016 · 2017 · 2018 · 2019 · 2020 · 2021 · 2022 · 2023 · 2024 · 2025